# Sycoscapter tananarivensis
Sycoscapter tananarivensis är en stekelart som först beskrevs av Jean Risbec 1956.  Sycoscapter tananarivensis ingår i släktet Sycoscapter och familjen fikonsteklar. Inga underarter finns listade i Catalogue of Life.